# Bisdom Crookston
Het bisdom Crookston (Latijn: Dioecesis Crookstoniensis) is een rooms-katholiek bisdom met als zetel Crookston, in de Amerikaanse staat Minnesota. Het bisdom is suffragaan aan het aartsbisdom Saint Paul and Minneapolis. 

## Geschiedenis
Het bisdom werd opgericht op 31 december 1909, uit delen van het bisdom Duluth.

## Parochies
Het bisdom had in 2023 een oppervlakte van 144.574 km2 en telde 269.335 inwoners waarvan 13,2% rooms-katholiek was.

## Bisschoppen
- Timothy J. Corbett (9 april 1910 - 25 juni 1938)
- John Hubert Peschges (30 augustus 1938 - 30 oktober 1944)
- Francis Joseph Schenk (10 maart 1945 - 19 januari 1960)
- Laurence Alexander Glenn (27 januari 1960 - 24 juli 1970)
- Kenneth Joseph Povish (28 juli 1970 - 8 oktober 1975)
- Victor Herman Balke (7 juli 1976 - 28 september 2007)
- Michael Joseph Hoeppner (28 september 2007 - 13 april 2021)
  - Richard Edmund Pates (apostolisch administrator: 13 april 2021 - 6 december 2021)
- Andrew Harmon Cozzens (18 oktober 2021 - heden)

## Galerij van afbeeldingen

Wapen van het bisdom
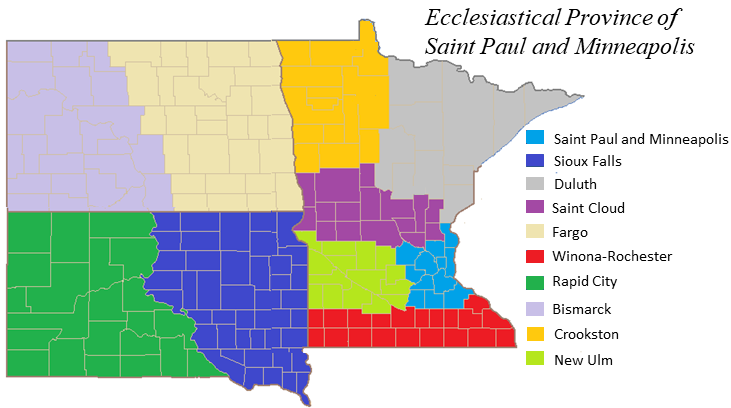
Kerkprovincie met aartsbisdom en suffragane bisdommen
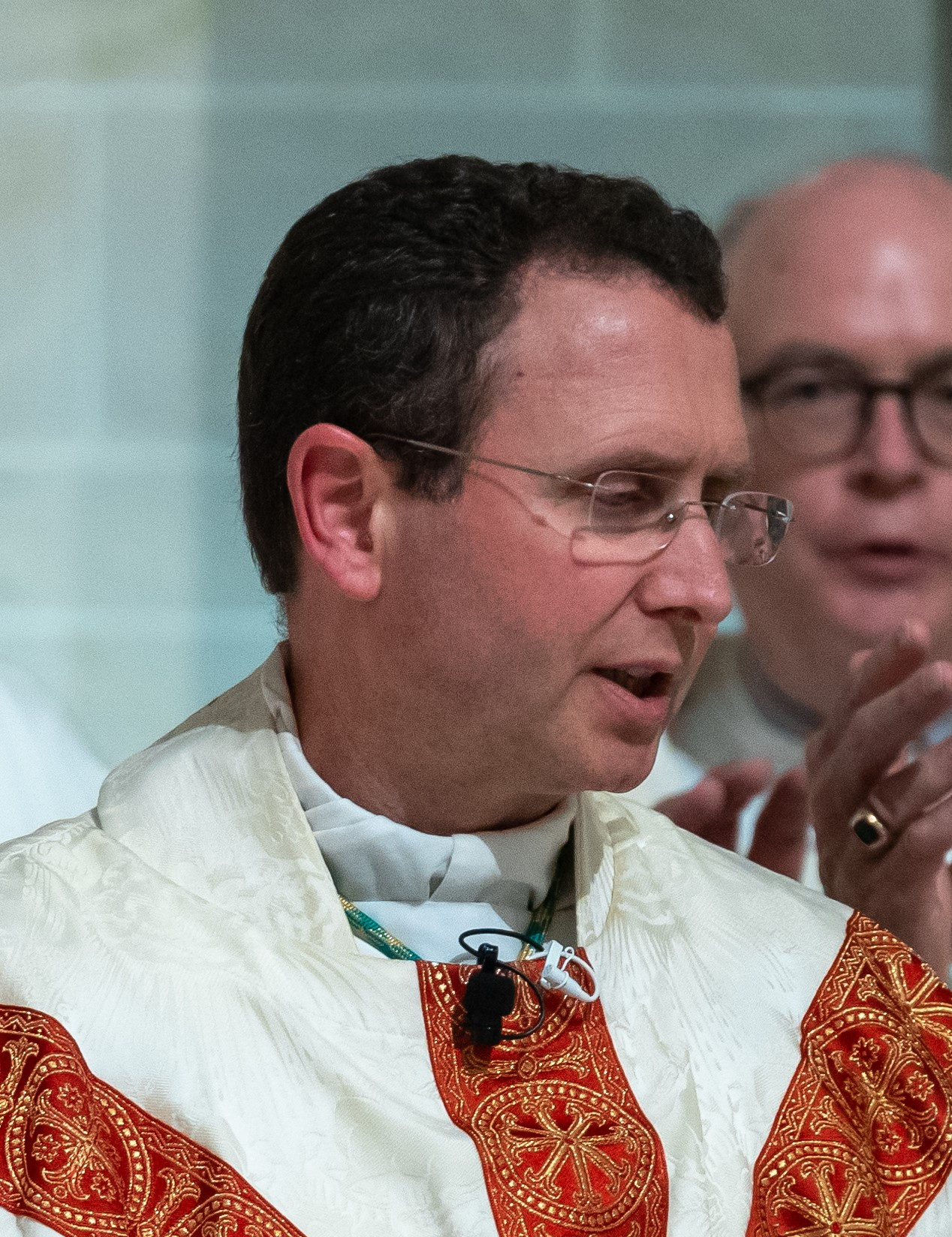
Bisschop Andrew Cozzens (2021-heden)

Saint Paul and Minneapolis (aartsbisdom) · Bismarck · Crookston · Duluth · Fargo · New Ulm · Rapid City · Saint Cloud · Sioux Falls · Winona-Rochester